# Научно-исследовательский институт прикладной математики и механики ТГУ
Нау́чно-иссле́довательский институ́т прикладно́й матема́тики и меха́ники ТГУ (НИИ ПММ ТГУ)
Структурное подразделение Томского государственного университета (ТГУ). Ведёт научно-исследовательскую работу в области механики и смежных наук, является базой подготовки специалистов на механико-математическом, физическом и физико-техническом факультетах ТГУ.

## История
Предшественником НИИ ПММ ТГУ явился НИИ математики и механики ТГУ, существовавший с 1932 по 1941 год.
НИИ ПММ ТГУ был создан в 1968 году постановлением Совета Министров РСФСР на базе специального отдела Сибирского физико-технического института (СФТИ), который с начала 1960-х годов возглавлял А. Д. Колмаков, ставший первым директором НИИ ПММ ТГУ. К 1968 году в ТГУ сложился коллектив учёных, работавших в области прикладной математики и механики, насчитывающий около 80 человек из числа штатных сотрудников спецотдела СФТИ и некоторых кафедр механико-математического и физико-технического факультетов ТГУ, в их числе 5 докторов и свыше 30 кандидатов наук.
При создании в НИИ ПММ ТГУ влились существовавшие в ТГУ научные школы
- баллистики (С. А. Бетехтин, М. С. Горохов)
- теории горения (В. Н. Вилюнов)
- теории упругости (П. С. Соломин)
- прикладной аэродинамики (В. А. Шваб)
- астрономии (Н. Н. Горячев)

Также был создан математический отдел на базе школы по теории функций (П. П. Куфарев).
По разным причинам в 1968 году Томск покинули М. С. Горохов (перешёл на работу в НИИ химпродуктов и переехал в Казань), П. С. Соломин (по рекомендации врачей переехал в Киев).
19 октября 2001 года на фасаде НИИ ПММ ТГУ открыта мемориальная доска А. Д. Колмакову, автор мемориальной доски — скульптор Леонид Майоров.

### Первоначальная структура
Было организовано 12 лабораторий, входящих в 5 отделов

Газовой динамики и физики взрыва (Зав. — профессор В. Н. Вилюнов)

Прочности материалов и конструкций (Зав. — к.ф.-м.н. З. И. Касимов)

Физики и механики высокоскоростных процессов 

Динамики деформируемых систем

Прикладной математики (Зав. — доцент Е. Д. Томилов)

К самостоятельной работе НИИ ПММ ТГУ приступил с 1 июля 1968 года. На 1 января 1969 года в Институте работали 187 штатных сотрудников (из них 80 научных) и 48 совместителей. 8 штатных сотрудников имели учёные степени. Механический цех насчитывал 12 рабочих-станочников.
Первоначально НИИ ПММ ТГУ располагался в здании спецлабораторий СФТИ, помещениях кафедр физико-технического факультета (ФТФ) ТГУ, помещениях на территории ионосферной станции. В 1973 году было завершено строительство главного корпуса НИИ ПММ. В 1976 году было окончено постройкой здание Вычислительного центра, в котором разместилась БЭСМ-6 (введена в эксплуатацию в 1977 году).
Численность сотрудников НИИ ПММ ТГУ росла и к 1975 году достигла 730 человек, почти четверть из них имела учёные степени.

## Руководство института
В 1988—2006 годах Институтом руководил И. Б. Богоряд, в 2006—2007 Е. А. Козлов, с 2007 года Институт возглавляет А. А. Глазунов.
С 2006 года — обособленное структурное подразделение ТГУ. В 2008 году в штате состоит 173 человека, из них 102 научных сотрудника (15 докторов и 43 кандидата наук).

### Ведущие специалисты
Татьяна Валентиновна Бордовицына (с 1968 года)

Заслуженный деятель науки РФ Игорь Михайлович Васенин (с 1968 года)

Заслуженный деятель науки и техники РСФСР  Владимир Никифорович Вилюнов (1968—1992)

Анатолий Михайлович Гришин (1973—1980)

Заслуженный деятель науки РФ Леопольд Викентьевич Комаровский (1968—2011)

Татьяна Миновна Платова (1968 —)

Владимир Михайлович Ушаков (1968—2000?)

Иван Ефимович Хорев (1968—2014?)

Вениамин Андреевич Шваб (1968—1985)

Заслуженный деятель науки и техники РСФСР Роман Николаевич Щербаков (1968—1987)

## Научные достижения
Сотрудники НИИ ПММ участвовали в таких международных проектах, как «Союз-Аполлон», в российско-французском проекте «Союз-ST».
Высокоточная численная модель движения больших совокупностей объектов искусственного происхождения в околоземном пространстве, руководитель Бордовицына Татьяна Валентиновна, по результатам конкурсной программы международного жюри награждена золотой медалью
Проект «Технология получения субмикронных и наноразмерных порошков для функциональных и конструкционных материалов», руководитель Бирюков Юрий Александрович, удостоен диплома на выставке «Российские инновационные разработки и технологии в науке, технике, образовании» в Финляндии.
Проект ученых Томского государственного университета «Программно-аппаратный комплекс неразрушающего контроля модулей радиоэлектронной аппаратуры» получил золотую статуэтку «Святой Георгий» XIV международного форума «Высокие технологии 21 века» в Москве.

## Современное состояние
Институт располагает оборудованием, позволяющим проводить фундаментальные и прикладные исследования в различных областях механики — физико-химической газодинамики, горения, газодинамики многофазных сред, наномеханики и порошковых технологий, механики и физики быстропротекающих процессов, теории упругости, прочности и разрушения, динамики летательных аппаратов, небесной механики и астрометрии, баллистики.
На базе НИИ ПММ открылся Базовый центр проектирования — подразделение ТГУ, которое будет заниматься созданием математических моделей, необходимых при проектировании высокотехнологичных устройств.

## Интересные факты
2 июля 1976 года НИИ ПММ посетил Народный артист СССР Д. М. Гнатюк. В Институте выступал Народный артист СССР И. Горбачёв.
В 1971 году в НИИ ПММ по распределению пришёл на работу выпускник механико-математического факультета ТГУ Михаил Слободской, впоследствии — ректор ТГАСУ (2005—2012).